# Borghorst (Adelsgeschlecht)

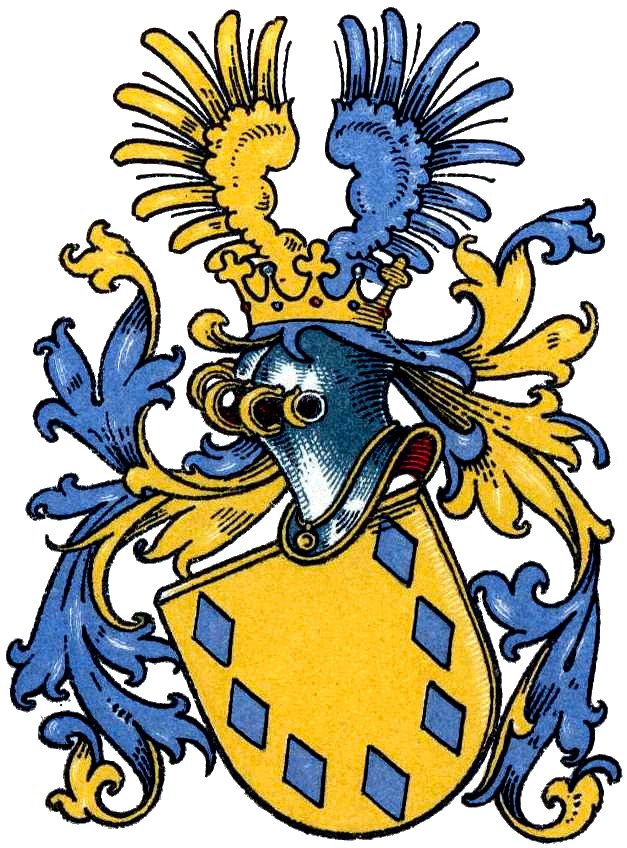
Wappen derer von Borghorst

Die Herren von Borghorst (auch: Borchorst), die teilweise auch den Beinamen gen. Kerstapel (Kirchstapel) führten, waren ein westfälisches Adelsgeschlecht.

## Geschichte
Der namensgebende Stammsitz des Geschlechts lag in Borghorst, einem Ortsteil von Steinfurt. Ein Hermann von Borghorst war von 1212 bis 1242 Domherr zu Münster. Darüber hinaus stellte die Familie Burgmänner auf Burg Horstmar am nordwestlichen Ortsrand der Stadt Horstmar im Kreis Steinfurt.
Besitzungen des Geschlechts waren u. a. Ebinchove und Etbardink im Kirchspiel Schöppingen, Kreis Ahaus, die die Familie bereits 1277 besaß. Weitere Güter lagen im Kirchspiel Detten, nämlich Bidenfelde, Huberlink und Yingdorpe (Coesfeld).
Entgegen der Angabe von Spießen, wonach das Geschlecht um 1450 erlosch, waren Familienmitglieder 1650 und noch 1670 im Besitz von Kirchstapel in Lienen im Kreis Steinfurt.

## Wappen
Blasonierung: In Gold sieben oder neun blaue Wecken dem Schildrand folgend. Auf dem gekrönten Helm ein goldener und ein blauer Flügel. Die Helmdecken sind blau-gold.
Das Wappen zeigt eine weitgehende Übereinstimmung mit dem Wappen derer von Baeck.